# Cratere Yazruk
Yazruk  è un cratere sulla superficie di Venere.